# プジェウエ＝コルドン・カウジェ火山群
プジェウエ＝コルドン・カウジェ火山群は、プジェウエ（Puyehue）とコルドン・カウジェ（Cordón Caulle）から成るチリの南部にある火山群である。標高は2236m（プジェウエ山）。

## 概要
チリの南部にある火山群で、最近の顕著な活動は2011年から2012年まで続いた噴火である。その前の噴火は51年前の1960年5月24日に起きていて、世界最大のモーメントマグニチュード(Mw)9.5を観測した地震、チリ地震のわずか38時間後である。このときの火山爆発指数(VEI)は3だった。

## 2011年の噴火
噴火前、プジェウエ山の地下のマグマの上昇が観測されたとチリの地質調査所が発表。政府は、近隣住民約3000人に避難勧告を出した。避難の際には軍が派遣された。
地質調査所の発表から約1カ月後の6月4日、プジェウエ山は約半世紀の眠りから目覚め噴火、火山灰を上空10,000mまで大量に噴き上げた。火山雷も観測し、翌5日には、火山灰が隣国であるアルゼンチンの首都・ブエノスアイレスで観測された。この噴火により、アルゼンチン南部にある複数の空港が閉鎖となり、オーストラリアではアルゼンチンへ向かう便が欠航になるなどの影響が出た。6月16日には火山灰が地球一周したと発表、火山灰はチリ本土から西に3500km離れたイースター島のラパ・ヌイで観測された。
最終的には4270人が避難して、2週間にわたる避難生活を強いられた。

## ギャラリー

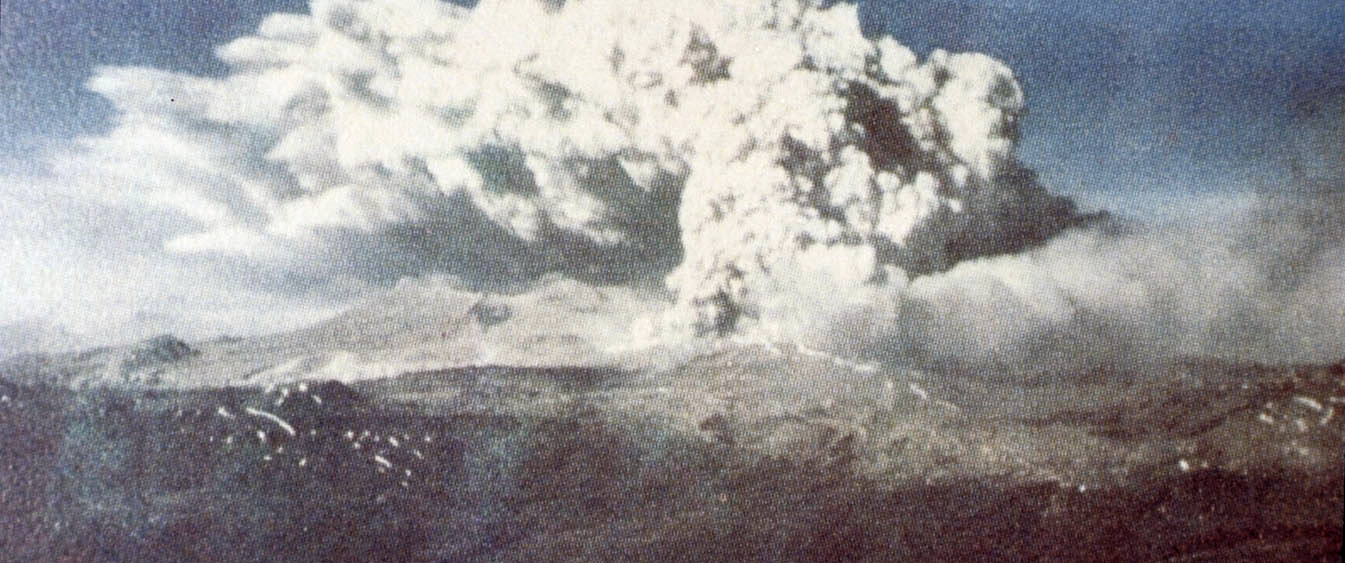
1960年のプジェウエ山の噴火
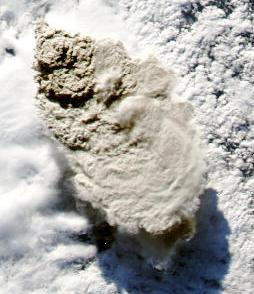
衛星写真
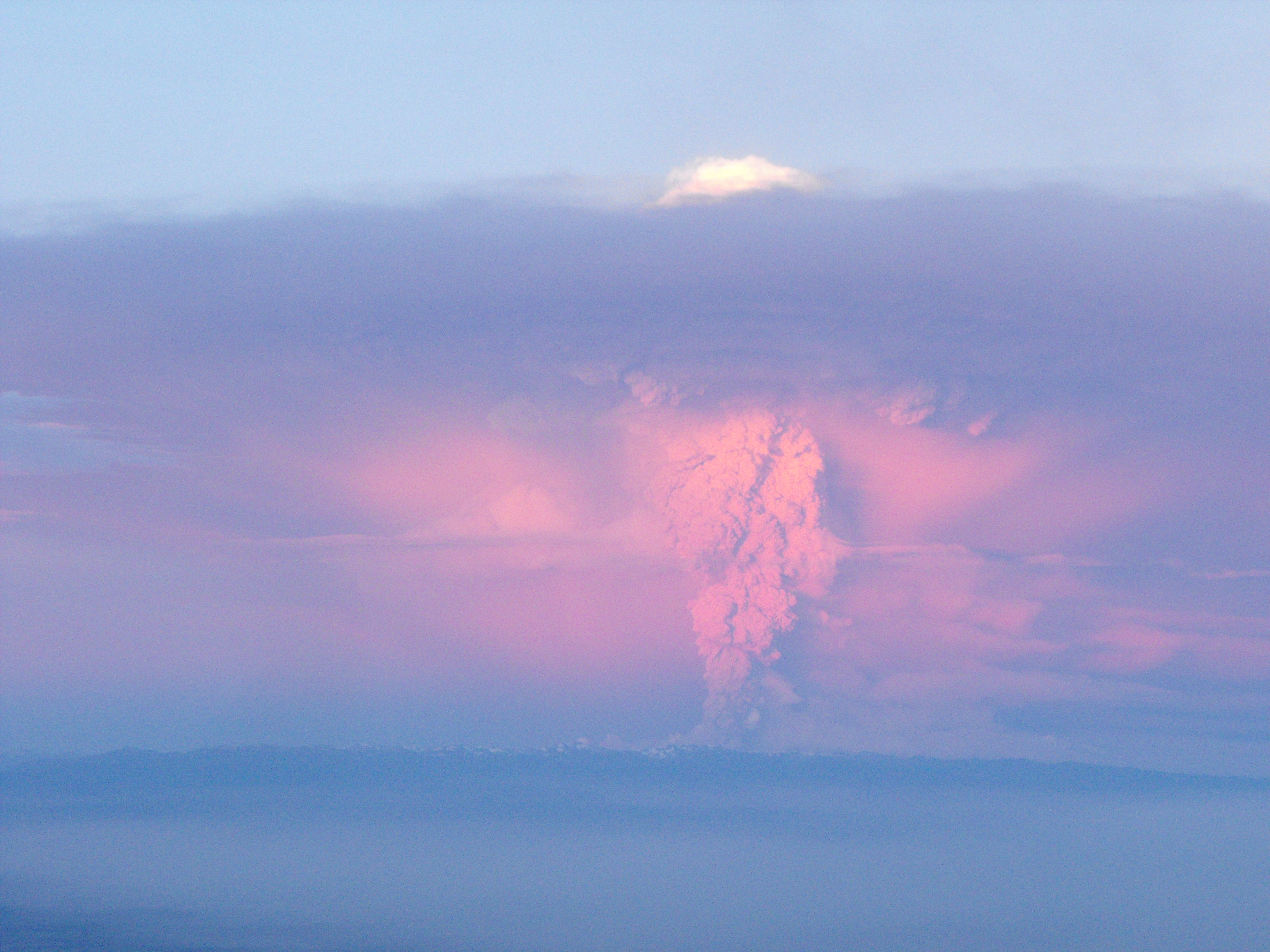
上空へ大量の火山灰などを噴き上げるプジェウエ山
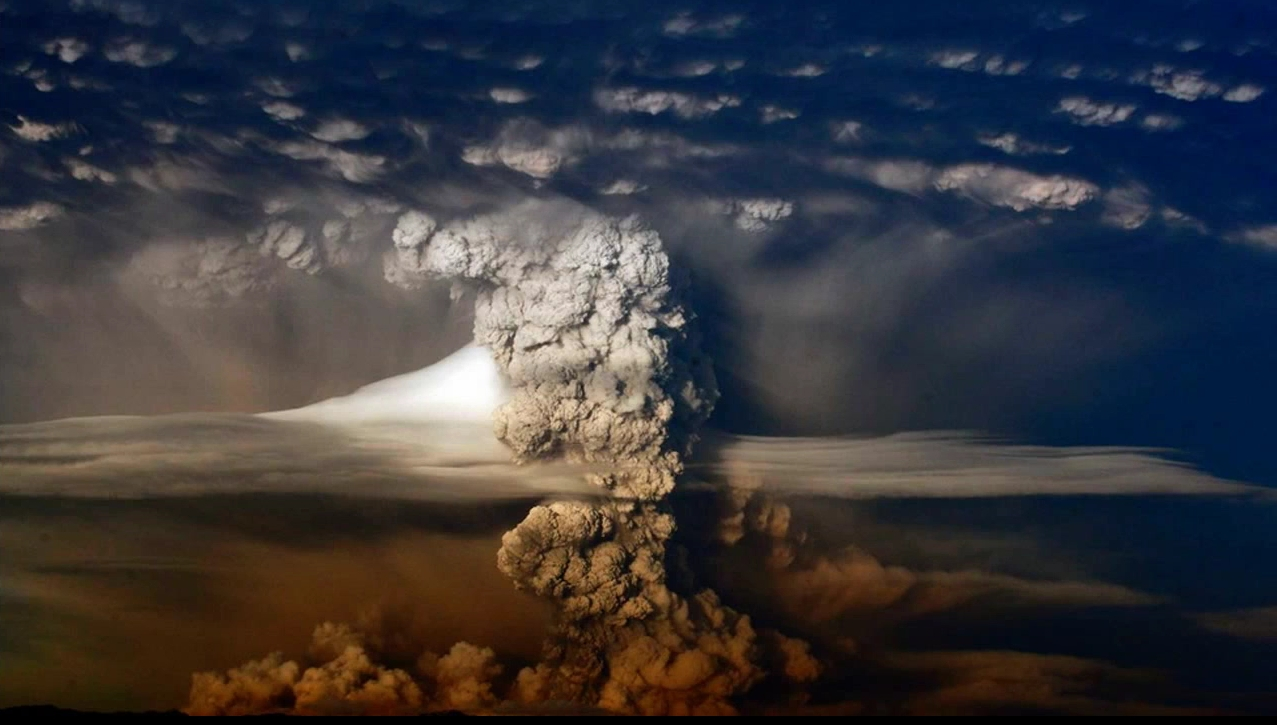
上空で撮影
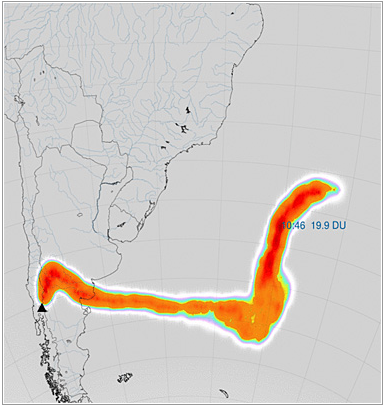
上空の火山ガスの濃度と流れる様子
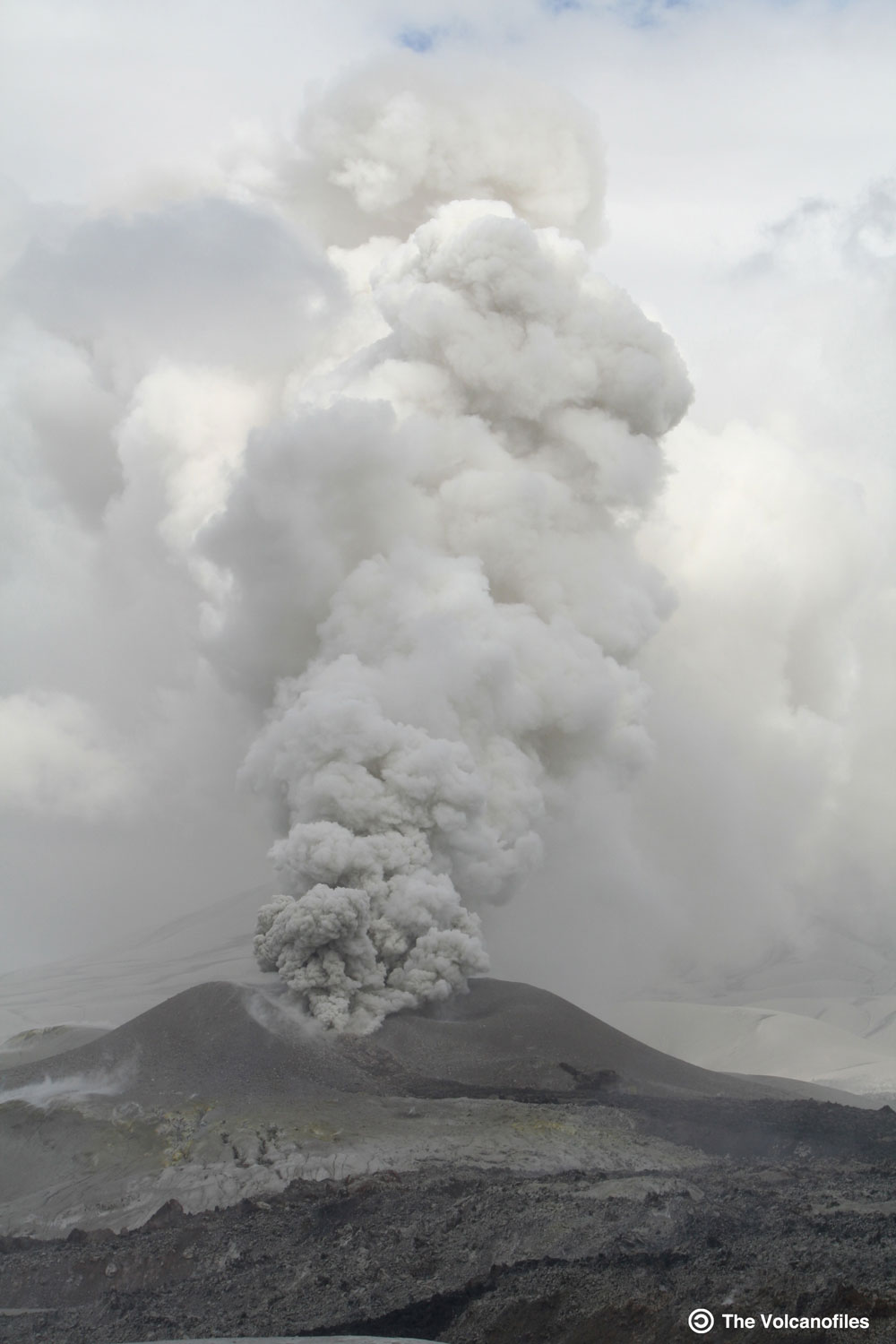
2012年2月撮影のプジェウエ山

## 関連書籍
- 中村一明「46. チリのプジェウエ火山 (7-15) の山腹割れ目噴火の一解釈(日本火山学会 1973 年度春季大会講演要旨)」『火山.第2集』第18巻第2号、日本火山学会、1973年、116頁、doi:10.18940/kazanc.18.2_116_2。